# 蔡景侯
蔡景侯（？—前543年），即姬固，為春秋諸侯國蔡國君主之一，他為蔡文侯兒子，承襲蔡文侯擔任該國君主，在位期間為前591年—前543年，共49年。他於前543年，因与其子蔡靈侯之妻私通而被后者所殺。